# 棚橋真作
棚橋 真作（たなはし しんさく、1894年3月7日 - 1946年2月13日）は、日本の陸軍軍人。最終階級は陸軍大佐。終戦時に自決。

## 生涯

### 前史
1894年（明治27年）3月7日、現在の岐阜県大垣市に生まれる。旧制中学を卒業後、陸軍士官学校28期で入学した。卒業後には歩兵第35連隊に配属され、シベリア出兵を経験する。後に歩兵第36連隊付き配属将校として旧制三国中学校へ赴任する。歩兵第7連隊第三大隊長も歴任する。第7連隊時代には、上海付近及び南京付近の戦闘に参加し、武功抜群により上海派遣軍司令官である松井石根大将より個人感状を授与され、金鵄勲章を叙勲される。

### 第一次アキャブ作戦
1940年（昭和15年）8月には陸軍大佐に任ぜられ、1941年（昭和16年）3月には歩兵第112連隊（丸亀連隊）連隊長を拝命する。歩兵第112連隊は第55師団の隷下でビルマに配置されていた。棚橋は1942年12月から開始された第一次アキャブ作戦に従軍し、イギリス軍の侵攻で危機に陥っているビルマのアキャブ(現在のシットウェー)を救援する任務が命じられた。歩兵第112連隊はアキャブ前面の防衛線を攻撃しているイギリス軍を包囲するためイギリス軍の背後に向かって進撃を続けたが、棚橋は一足早く空路でアキャブに向かい、そのままアキャブ前面の拠点のひとつラテドンで、同地を固守している歩兵第213連隊第2大隊の指揮を執った。
棚橋の巧みな指揮もあって、戦力では圧倒的に勝っていたイギリス軍の進撃は阻止されたので、日本軍は反撃体制に移行しつつあった。ラテドンで防衛戦を指揮していた棚橋は、師団司令部より、ラテドンの防衛隊と到着した第112連隊の主力を率いてマユ川を渡河し、イギリス軍主力のイギリス第6歩兵旅団を包囲することを命じられた。
棚橋の部隊（以下棚橋支隊）は進撃を続けて3月25日早朝にマユ川渡河を開始、翌26日までには対岸のイギリス軍拠点を攻略して、イギリス軍の背後に進出した。これでイギリス軍は撤退を開始するのではと棚橋は危惧したが、イギリス軍主力の第6歩兵旅団は撤退することなくドンベイクの日本軍陣地を攻撃し続けていた。イギリス軍は主力の包囲を防ぐため棚橋支隊の足止めを図ったが、棚橋はあっさりイギリス軍の防衛戦を突破して、4月3日にはベンガル湾の海岸線まで達して、「棚橋支隊はベンガル湾波打際に達し、完全に敵の退路を遮断せり」と師団司令部に打電した。棚橋支隊はイギリス第6歩兵旅団を捕捉するため、海岸線を南下していたが、4月5日に撤退中であったイギリス第6歩兵旅団と鉢合わせとなった。両軍は戦闘に突入し、4月6日には棚橋支隊は旅団司令部を急襲して、旅団長のロナルド・キャベンディッシュ准将以下の司令部幕僚ら5～6人を捕虜とした。このことはすぐに「支隊は第6旅団長を捕虜にせり」と師団に報告されて第55師団司令部は大いに沸き、日本軍によるプロパガンダ番組「ゼロアワー」でパーソナリティの東京ローズがそのニュースを伝えたほどであったが、激戦は続いており、イギリス軍は北と南両方から棚橋支隊に向けて猛砲撃を浴びせていた。連隊本部近くにも着弾して棚橋を含む連隊本部数名が負傷したが、尋問しようとしていたキャベンディッシュも味方のフレンドリーファイアで戦死してしまった。これは、キャベンディッシュを尋問して軍事機密を聞き出そうと期待していた第55師団司令部を大いに失望させ、キャベンディッシュ戦死を知ったイギリス軍司令官ウィリアム・スリム中将は「（キャベンディッシュは）殺されるために捕虜になったようなものだ」と嘆いたが、このキャベンディッシュの戦死が棚橋の運命を大きく変えることになる。
この戦いでイギリス第6歩兵旅団は大損害を被ったが、イギリス軍は猛砲撃で棚橋支隊を牽制し、その間に包囲されていたイギリス第6歩兵旅団は小部隊となってバラバラに退路を見つけて撤退し全滅は免れた。この様子を砲撃で負傷していた棚橋は見送るしかなかった。ここで棚橋支隊はキャベンディッシュ以外にも多くの捕虜を得たが、まだ激戦が続いている中でその対応に困惑して、一部の捕虜を殺害したという証言もある。このことは、イギリス軍内にも広がって、翌年のインパール作戦におけるコヒマの戦いでは、イギリス兵が投降を勧める日本軍に対し「彼らは人として当然尊重されるべきいかなる権利も無視しており、我々は彼らを根絶すべき害獣と見なしていた。我々は壁を背にしており、この命をできるだけ高く売りつける覚悟だった」と投降を拒否し徹底抗戦を誓わせるなど、イギリス兵の士気と日本軍に対する敵対心を却って高めることとなってしまった。

### 第二次アキャブ作戦
一度はアキャブ侵攻に失敗したイギリス軍であったが、ビルマ奪還の足掛かりとするため、1944年2月に再度インド・ビルマ国境を越えてアキャブ攻略のため部隊を南下させてきた。その戦力は合計4個師団と第一次アキャブ作戦を大きく上回る戦力であった。アキャブの防衛は引き続き第55師団が担当していたが、新たに師団長に就任していた花谷正中将は、防衛に徹するのではなく「攻撃防御」の作戦を採用し、進撃するイギリス軍前線を敵中突破したのち反転して、進撃しているイギリス軍第5インド歩兵師団と第7インド歩兵師団を背後から襲撃して殲滅するという作戦を考案した。緬甸方面軍は、1944年1月7日に第15軍によるインパール作戦の実施が大本営により認可されており、その陽動作戦として花谷の作戦計画を許可した。
作戦は「ハ号作戦」（第二次アキャブ作戦）と名付けられて、準備が進められた。師団長の花谷が、満州事変以来その勇猛ぶりと強引な作戦指導が軍の内外に轟いていた猛将で、また歩兵団を率いた桜井徳太郎少将も、その歩兵学校教官時代の名声から「桜井の夜間戦闘」と呼ばれたぐらいに、夜間の歩兵戦闘の専門家であり、性格は天真爛漫で全身胆力の豪傑型の将軍であった。そして花谷の桜井に対する信頼も絶対であり「難しい戦さなら桜井にやらせておけば先ず安心」と太鼓判を押していた。このような猛将2人に率いられた第55師団に対する緬甸方面軍などの上部組織の信頼は厚く「あそこ（第55師団）には花谷さんとトクタ（桜井のあだ名）がいるからねえ」と常々言われており、ハ号作戦にも大きな期待が寄せられていた。
花谷と桜井が立てた作戦は、前進してくるイギリス軍に対して、マユ山脈を挟んで、海岸正面を第143連隊の3個大隊（連隊長：土井元武大佐）で守り、マユ川正面は2個大隊で敵の進撃を抑えて、その間に桜井率いる主力の4個大隊4,300人の挺身隊がイギリス軍側面を突破してマユ川を渡河し、そこから反転してイギリス軍の後背面を攻撃し包囲殲滅するというものであった。これは、桜井が日中戦争で何度となく行ってきた戦法で、日本軍でこの戦法を演じさせれば桜井にかなうものはいないとまで言われていた常套戦術であり、第一次アキャブ作戦でも成功して日本軍は圧勝していた。そして、作戦の鍵を握る、桜井率いる主力部隊の中心はその第一次アキャブ作戦で大戦果を挙げた棚橋率いる歩兵第112連隊であった。桜井の棚橋に対する信頼も厚く、作戦成功への絶対的な自信があり、緬甸方面軍に対して「今度の作戦ではまず敵師団司令部を目標に突進する。桶狭間の戦いの織田信長だ」「俺の戦さぶりをよく見ておけ」と豪語するほどであった。
奇襲戦法のため、進撃の速度重視であり、後方からの補給は行わず、携行する弾薬と糧食のみで一気に勝負をつける計画であったが、その携行する弾薬もかなり絞られていた。作戦指導のため第55師団に訪れた緬甸方面軍参謀の後勝少佐は「敵があわてて潰走すれば、追撃戦で一挙に勝負を決められるが、敵が踏み止まって戦闘が長引けば、弾薬がなくては勝負にならない」と考えて、第55師団司令部の補給軽視の姿勢に警鐘を鳴らしたが、花谷らは士気旺盛で必勝を期しており、その警告を聞き入れることはなかった。
花谷の計画では、当面の敵を撃破した後は守りを固めて、雨季の到来を待って持久戦に転じるというものであったが、その持久戦であてにされたのが「チャーチル給与」と日本軍が呼んだイギリス軍からの鹵獲物資であった。
作戦開始されると、棚橋支隊は期待通りに、速やかに進撃してきたイギリス軍2個師団の間隙を突破、そのまま満足に休息をとることもなく反転するとシンゼイワ目指して進撃を続けた。途中で何度かイギリス軍との遭遇戦となり、苦戦する場面もあったが進撃速度を落とすことなく、2月6日中にはシンゼイワ付近で第7インド歩兵師団の側背面に迫った。
そこで棚橋支隊は、第7インド歩兵師団長フランク・メサーヴィ少将のいる師団司令部と遭遇した。師団司令部はイギリス軍陣地内から2マイル離れた位置に配置されていたが、胸の高さまでの朝霧が立ち込めていて視界が悪かったため、側背面から迫ってきた棚橋隊との全く不慮の遭遇戦となってしまい奇しくも桜井が作戦前に豪語していた「桶狭間作戦」が実現することとなった。しかしそのとき棚橋が率いていたのは小火器しか持たない200人足らずの兵員のみで、その中には通信隊や軍旗中隊といった非戦闘部隊も含まれていたが、棚橋は構わずに攻撃を命じた。第7インド歩兵司令部には2輌の戦車も護衛についており、対戦車装備のない棚橋隊は多くの死傷者を出しながらも、師団司令部の高地を駆け上がっていった。第7インド歩兵師団も、メサーヴィの指揮のもとで書記や伝令や通信兵といった非戦闘員から師団参謀までが銃をとって防戦し、棚橋隊の突撃を何度か撃退したが、棚橋隊の勢いに戦車兵は戦車を放棄、メサーヴィは司令部要員に血路を切り開いての撤退を命じた。撤退に際しては、物資や装備や機密書類の焼却も命じたが、乱戦のなかでそれは徹底されず、機密書類の一部とメサーヴィの軍帽が残されて棚橋支隊に押収されている。棚橋支隊は師団司令部を占領し、イギリス兵の遺棄死体が転がる高地頂上に連隊旗を打ち立てて、この丘を「軍旗の丘」と名付けた。棚橋は第一次アキャブ作戦でイギリス第6旅団旅団長ロナルド・キャベンディッシュ准将を捕虜としたのに続き、今回も敵師団長を捕虜とする寸前まで追い込むことになったが、この勝利が本作戦における絶頂点になるとは知る由もなかった。
イギリス軍は降り続く雨のため、戦車も作戦に投入できず、シンゼイワ盆地に向かって後退し続けた。追撃する棚橋支隊に他の部隊も加わって、2月10日までには周囲5～6㎞のシンゼイワ盆地に第7インド歩兵師団主力を包囲した。その様子を丘の上から確認した桜井は祝杯をあげると「我敵第7師団主力をシンゼイワに包囲せり」と報告した。その包囲網のなかには兵力5,000、戦車100、自動車500と大量の物資があり、緬甸方面軍司令部は大量の物資を鹵獲できると沸き立ったが、しかし、イギリス軍は第一次アキャブ作戦で惨敗したときから格段に強化されていたうえ、日本軍の包囲戦術に対する対抗策をあみだしていた。それは通称「アドミン・ボックス（日本側呼称円筒形陣地）」と呼ばれた密集陣であり、30ｍ～50ｍおきに戦車を配置、戦車と戦車の間には装甲車ないし機銃座を設置、前面には鉄条網を張って日本軍の侵入を全く許さないといった構えであった。偵察隊が遠く側面に回り込んでみても、どの方面もほぼ同一の陣形であって、いわば野原の真ん中に突然現れた要塞といってよかった。そしてこの敵中の陣地を支えたのが、大量の輸送機による空中からの補給であった。空からは弾薬や食料に加えて、医療品、新聞、靴下、眼鏡、歯磨きなど必要な生活物資は何でも補給された。
戦車や重火器を含む万全な布陣をひくイギリス軍に対して、作戦当初から、進撃速度重視のために重装備が乏しかった棚橋支隊は、この鉄壁の陣地に対して歩兵による夜襲をかける以外に戦術はなかったが、夜になると、陣地は集約されて更に強固になった上、照明弾を上げ続けて昼間同然の明るさとして日本軍の夜襲を警戒しており、もはや、コンクリートの壁に頭をぶつけるようなむなしい努力となってしまった。敵師団長の軍帽を奪取して着用していた棚橋支隊の兵士も夜襲で戦死し、その軍帽が正当な持ち主のメサーヴィの手元に戻るという奇蹟も生じた。この「円筒形陣地」を突き崩すには、日本軍も大量の航空機と火砲を用意して立体的な戦闘を行わなければいけないのは明らかであったが、第55師団にはそのような装備は乏しく、インパール作戦を目前に控えて、航空支援も低潮となっていた
それでも花谷は桜井や棚橋を督戦し続けた。ときには夜襲が成功するときもあり、2月7日には棚橋支隊の一部が「円筒形陣地」の外周を突破して陣地内部に侵入した。棚橋支隊の兵士は陣地内の野戦病院にも突入し、護衛兵を撃破したのち患者や軍医も殺害しているが、これは却ってイギリス軍兵士を奮起させ、士気を向上させることとなってしまった。「円筒形陣地」周辺においても激しい戦闘が展開され、そこでも激しい白兵戦が繰り広げられ両軍に多くの死傷者が出たが、イギリス軍の戦車が登場すると、棚橋支隊に配備された重砲は九六式十五糎榴弾砲たった1門で、あとは四一式山砲しか保有しておらず満足な対戦車戦闘ができなかったので、損害は増加するばかりであった。
苦戦が続くと、花谷の督戦はさらに峻烈となり、棚橋も花谷から幾度となく督戦を受け続けていたが、2月22日には総勢で400人の兵力となってもはや攻撃に出るのは不可能となっていた。さらに、短期決戦を目論んでいたため補給計画は無きに等しく、包囲している日本軍が補給に苦しむという状況に陥っていた。そのため、棚橋支隊の兵士たちは携行していた食料を既に食べつくしており、わずかに現地徴発した籾をヘルメットの中で搗いて食する他なく、飢えに苦しめられていた。そんな窮状には構わず督戦してくる花谷を棚橋は無線を切って無視し続けたが、ついに24日になって棚橋は桜井に「遺憾ですが、私は決心しました。ほかに方法はありません。今夜撤退を決めました」と告げ、花谷の許可なしに撤退を開始するなど、師団の統率が崩壊しつつあった。この包囲強襲戦は20日間に渡って続いたが、第20インド歩兵師団が棚橋支隊の後方に到着して背後を脅かし、逆に第55師団が包囲される懸念が生じたため、止む無く花谷は、2月26日に包囲を解いて棚橋に攻撃開始点までの撤退を命じた。
2月29日までには攻撃開始線まで撤退した棚橋支隊は、友軍陣地にたどり着き、久々に米の支給を受けて腹いっぱい食べたあと、これまで山中で声を潜めて生活してきたことを振り返り「久しぶりで、大声で話せるのぉ」などと談笑を楽しみながら、ゆっくりと睡眠をとった。しかし、将兵たちがゆっくりとできたのは半日ぐらいで、師団司令部から、追撃してくるイギリス軍を迎え撃つため、再出撃が命じられた。
花谷はイギリス軍の追撃を足止めするため、残存部隊による特別攻撃隊を編成して、夜襲をかけ続けさせた。特別攻撃隊の一部は、イギリス軍の軍装を着用して偽装しており、イギリス軍砲兵陣地への侵入に成功し、野砲を破壊して混乱に陥れるという戦果を挙げている。花谷に無断で前線を撤退した棚橋もこの夜襲に参加し、同3月5日にイギリス軍に奪還されていたトングバザーのイギリス軍陣地に対して奇襲攻撃をかけている。攻撃に参加した棚橋支隊の長井中隊は150人のイギリス兵を殺傷すると、そのまま野営地に突入して敵装甲車を撃破し、多数の鹵獲品を獲得して帰還している。
このように棚橋支隊の敢闘でイギリス軍に損害は与えていたが、イギリス軍はじりじりと前進を続けて、第55師団がマユ山系内に構築していた陣地を次々と攻略していった。戦況が厳しくなるにつれて花谷の作戦指揮は峻烈さを増して、一切の防御戦闘を許さず、反撃、逆襲、挺身奇襲の攻撃的姿勢を堅持するよう督戦し続けた。その厳しさは緬甸方面軍司令部の耳にも聞こえたが、参謀の不破博中佐は、師団兵士の苦衷は察するものの、両軍入り乱れての乱戦となっているなかで、花谷には鬼となっても当面の戦線を支えてほしいと考えており、その峻烈・冷徹な作戦指揮を黙認していたと振り返っている。イギリス軍は攻勢を強化し、「砲兵は耕し、戦車は蹂躙し、歩兵は確保する」という近代戦の正攻法で前進を続け、3月10日にはマユ山系の中核陣地であり、桜井が戦闘指揮所を置いていた大トンネル陣地付近一帯の高地を占領、同日には第55師団が防衛拠点としていたプチドンもイギリス軍の手に墜ちた。棚橋支隊の将兵は、峻烈な花谷の命令に従って、日中に奪取された陣地を夜襲で奪還し、夜が明けると、反撃してきたイギリス軍の野砲や戦車砲の猛砲撃を堪えて次々と斃れていったが、たとえ1拠点数名しか生存者がいなくなっても、悉く花谷に命じられた陣地線を死守しようとした。棚橋自身も部隊を率いて敵中深く侵入し、シンゼイワ付近のナケドーク村落まで特別攻撃隊を侵入させて夜襲をかけるなど、積極的な攻撃で懸命な足止めを図った。
この頃になるとインパール方面の戦況が厳しくなり、第5インド歩兵師団と第7インド歩兵師団はインパール方面に転用され、代わりに第26インド歩兵師団と第36歩兵師団が前線に進出してきた。花谷はこの機を狙って当面の敵を全面撤退させようと攻撃を強化したが、前線部隊が交代しても戦力差は圧倒的であり、損害が積み重なるだけでイギリス軍が撤退することはなかった。軍司令官から戦線を下げるようにとの指示があっても、花谷は防衛線死守に固執し、防衛線を突破してきたイギリス軍部隊に夜襲を繰り返し命じた。両軍入り乱れての激戦となり、マユ山中で歩兵第143連隊長土井が戦死、敢闘してきた棚橋連隊の第1大隊長松木平少佐も戦死した。そして敢闘してきた棚橋もついにマラリアに罹患して倒れたため、連隊長を更迭されて後方に送られ、加療のために日本本土に帰されることとなった、常に最前線で戦ってきた棚橋連隊の戦死者は2,452人にものぼったが、これは通常の連隊定数の80％が戦死したということであり玉砕に等しかった。ここで第55師団は最大の危機を迎えることとなったが、3月下旬に入ると、眼に見えて第一線へのイギリス軍の圧力が鈍っていった。その後4月に入って、インパール方面での戦闘が激化すると、さらにイギリス軍が戦力を集中させ、前面の敵も順次戦線を整理しシンゼイワ以北まで撤退したため、第55師団は危機を脱することができた。
ハ号作戦は敵師団の包囲殲滅という目的は果たせず、逆に大損害を被ることとなったが、棚橋の敢闘もあってイギリス軍に日本軍を上回る損害を与え、作戦目的のひとつでもあったインパール作戦の牽制の目的は達して、第15軍の各師団はイギリス軍の妨害を受けることなく無事にチンドウィン川を渡河した。また、棚橋による遅滞戦闘により延べ4個師団を足止めしていたことで、結果的にイギリス軍のアキャブへの侵攻は阻止されることになり、雨季も始まったこともあって、この方面のイギリス軍は後退を余儀なくされ、アキャブの攻略やこの付近の日本軍の撃破といった作戦目的を達することはできなかった。そのため、緬甸方面軍はこの戦いを敗北とは捉えておらず、第55師団は作戦目的をいずれも果たしたとして、昭和天皇に戦果が上奏された。緬甸方面軍参謀前田博元少佐は作戦結果を以下の様に評している。

### 終戦後
内地帰還後は西部軍管区教育隊長の職にあり、赴任先の熊本県菊池郡西合志村黒石原（現・熊本県合志市）で終戦を迎えた。棚橋は終戦時に自決を決意し、教育隊付副官の三宅万亀男大尉に口頭で以下の遺言を託した。
1. 生きて虜囚の辱めを受けたくない
2. 努力が足りずに敗戦にいたらしめたことに対する責任感
3. 多くの部下を戦死傷させた責任
4. 戦争のためとはいえ、敵軍人や現地民衆に苦痛を与えたこと。および、保護していたロナルド・キャベンディッシュ准将が戦死した責任

しかし、三宅の慰留もあって自決は断念している。その後に教育隊の終戦に納得しない若手将校が「尊王義勇軍」と称して熊本市内の藤崎八旛宮に立て籠る事件が発生した。これは明治維新後に同じ熊本で起こった不平士族の叛乱「神風連の乱」を彷彿させたことから、「第二神風連事件」などとも呼ばれたが、棚橋は敗戦の現実を語り説得を行った。叛乱は熊本警察の森国久らの説得もあって流血することなく鎮圧された。
また、復員兵や引揚者の援助を目的に教育隊演習場だった黒石原を開墾するため、何度も熊本県庁に出向いては請願し開拓の許可を取り付けた。棚橋は岐阜の実家に疎開していた家族を黒石原へ呼び寄せて、教育隊の兵舎を引揚者へあてがう一方、棚橋ら家族7人は厩を改造した粗末な家に住んでいた。開拓地は棚橋によって「新開開拓地」と名付けられ、その開拓地には信心深い棚橋によって新開神社も創建された。
戦後は農業を営んでいたが、1946年（昭和21年）2月6日にGHQから、キャベンディッシュ死亡について尋問するためとして、東京に召喚された。しかし棚橋はその召喚に応じることはなく、2月13日に辞世の漢詩を遺して、同地にある黒石日吉神社にて拝殿に向かって割腹自決した。自決の理由については不明であるが、キャベンディッシュは第一次アキャブ作戦で捕虜になった後、友軍の砲撃で戦死したものの、スリムが「監視兵もしくは我が砲兵に殺された」と自伝に書いていた通り、イギリス軍の一部は日本軍が殺害したと疑っていたことや、また、歩兵第112連隊は同作戦で得た多数の捕虜の始末に困って山奥で虐殺したとの証言もあり、連隊の兵士の多くが捕虜虐待や虐殺を追及されるのを恐れて不安の日を過ごしていた。棚橋も終戦直後に述べた遺言の通り、キャベンディッシュの死について責任を感じており、GHQの尋問を受ける前に連隊の責めを一身に背負って自決したという推察もある。しかし、GHQからの召喚については、のちに、キャベンディッシュ殺害を追及する意図ではなく、ビルマ戦史編纂のために棚橋の証言が欲しかっただけであったと判明している。

## 親族
- 妻：棚橋 薫 - 孫の紀里谷和明によれば、元は東京の山の手言葉が抜けないお嬢様だったが、武家の娘であり棚橋の自決時にも三つ指をついて玄関で見送ったとされる[60]。晩年には娘が嫁いだ旅館でいつもニコニコして皿洗いなど手伝っていたという[60]。
- 長男：棚橋 靖
- 長女：棚橋照子 - 照子はかつて棚橋の部下であった平安山良蔵と結婚し、その後も同地にて農業を営んだ[61]。
- 次女：棚橋絢子
- 三女：棚橋道子 - 道子は後に熊本県内でパチンコ店をチェーン展開する岩下兄弟株式会社を経営する岩下博明に嫁ぐ。子供は映画監督で知られる紀里谷和明。
- 次男：棚橋崇明